# يوهانس فرانز هارتمان
يوهانس فرانز هارتمان (بالألمانية: Johannes Franz Hartmann)‏ (و. 1865 – 1936 م) هو فيزيائي، وعالم فلك، وأستاذ جامعي من ألمانيا . ولد في إرفورت .
توفي في غوتينغن ، عن عمر يناهز 71 عاماً.

## مناصب وهيئات
أدار جامعة غوتنغن.